# Empis machipandensis
Empis machipandensis är en tvåvingeart som beskrevs av Smith 1969. Empis machipandensis ingår i släktet Empis och familjen dansflugor.
Artens utbredningsområde är Moçambique. Inga underarter finns listade i Catalogue of Life.